# Tore Sagvolden
Tore Sagvolden, född 1959 i Oslo, norsk orienterare som blev världsmästare i stafett 1981, 1983, 1985 och 1987, individuellt har han tagit tre VM-silver och ett VM-brons.